# Поліщук Валерій Миколайович
Поліщук Валерій Миколайович (1 серпня 1962) — український психолог, доктор психологічних наук (2013), професор (2014), Заслужений працівник освіти України (2017).

## Життєпис
Народився у с. Клюки Тетіївського (зараз— Білоцерківського) району Київської області. По батьківській лінії має польський родовід із сусіднього с. Шуляки Черкаської області і давню українську генеалогію в рідному селі та «малій батьківщині» матері (с. Острійки Білоцерківського району на Київщині).

## Навчання
Закінчив з похвальним листом Клюківську восьмирічну школу (1969—1977); Переяслав-Хмельницьке педучилище Київської області з відзнакою (1977—1981); Київський державний педагогічний інститут ім. О. М. Горького з відзнакою (зараз — УДУ ім. М. П. Драгоманова), отримавши фах «викладач-дослідник з педагогіки та психології» (1981—1986)
Аспірантура Інституту психології ім. Г. С. Костюка НАПН України (1992—1995). Науковий керівник: Бех Іван Дмитрович — доктор психологічних наук, професор, академік НАПН України, директор Інституту проблем виховання НАПН України

## Професійна діяльність
1986—1990 рр.: викладач психолого-педагогічних дисциплін Корсунь-Шевченківського педучилища ім. Т. Г. Шевченка Черкаської області (перерва:  строкова служба у Радянській Армії; 12.11.1986—04.06.1988)
1990—2016 рр.: Глухівський національний педагогічний університет імені Олександра Довженка (асистент —професор)
2016— 2018 рр.: професор Національного Університету « Львівська політехніка».
2018 —2024 рр.: професор Київського університету імені Бориса Грінченка. 
2024 р. — дотепер: професор Українського державного педагогічного університету імені Михайла Драгоманова; Національного університету "Києво-Могилянська академія"
Дослідник проблематики "психології вікового розвитку", "психології управління",  "методології лонгітюдного наукового пошуку".
Кандидат психологічних наук (1995), доцент (2001), доктор психологічних наук (2013), професор (2014).
Співавтор вітчизняного навчально-наукового проекту "Творчий потенціал гімназистів-підлітків: «Вчимося не для школи, а для життя» (Львів, 2018).
Координатор і співавтор міжнародних наукових проектів «Європейська інтеграція задля збереження продуктивності і якості життя літніх людей» (2015), «Літні люди в системі європейської безпеки» (2018; 2020)
Автор понад 170 наукових праць.

## Нагороди і подяки
- Почесна грамота голови Сумської облдержадміністрації (1999)
- Відмінник освіти України (2001),
- Почесна грамота МОН  України (2002; 2005),
- Почесна грамота Верховної Ради України (2004),
- Переможець міського конкурсу «Професіонал року» в номінації «Наука» (2006)
- Нагрудний знак МОН України «Петро Могила» (2007)
- Занесений у науково-педагогічний довідник «Освіта Сумщини», 2012 (Укл. Голубченко В.Ю.)
- Подяка Президента України (2009),
- Подяка голови Сумської облдержадміністрації (2013)
- Заслужений працівник освіти України (2017)
- Занесений у довідково-енциклопедичне та біографічне видання «Державні нагороди України. Кавалери та лауреати», 2019. 992 с. (Укл. Болгов В.В.)

## Перелік основних публікацій
1. Вікова та педагогічна психологія: навчальний посібник. Суми: ВТД «Університетська книга», 2010. 220 с.
2. Віковий кризовий розвиток людини: від народження до дорослості. Суми: ПФ "Університетська книга", 2023. 459 с.
3. Вікові кризи в підлітковому і юнацькому віці: базові симптомокомплекси: монографія. Суми: ВТД «Університетська книга», 2012. 478 с.
4. Криза 7 років: феноменологія, проблеми: навчальний посібник. Суми: ВТД "Університетська книга, 2019. 118 с.
5. Криза 13 років: феноменологія, проблеми: монографія. Суми: ВТД «Університетська книга», 2006. 188 с.
6. Психологія педагогічного повсякдення: міфи і реальність: науково-популярний посібник. Суми: Університетська книга, 2019. 152 с.
7. Психологія сім’ї : підручник. В.М. Поліщук, С.А. Поліщук, Н. М.Ільїна, С.О. Мисник, Ю.В. Рябко  та ін. / за заг. ред. В. М. Поліщука.  Суми : ВТД «Університетська книга», 2024
8. Соціальна психологія: навчальний посібник. Суми: ВТД «Університетська книга», 2006. 216 с.